# 動漫影后
《動漫影后》（英語：The Congress）是一部2013年的真人/動畫科幻電影，導演和編劇是阿里·福尔曼，改編自史坦尼斯勞·萊姆的小說《未來學大會》。本片於2013年5月15日在2013年康城影展首映。

## 劇情
女星羅冰·活麗在電影中扮演自己，曾在荷里活風光無限，但隨年華老去戲約大減，加上為了照顧自己得到罕見疾病尤塞氏綜合症的兒子，與對藝術的個人堅持，讓她屢屢拒絕戲約，終致片廠的抵制。經紀人屬意讓她接下最後一份工作，而這份工作可以視為她演藝生涯的另一個開端，同時也是終點。電影公司決定使用數位技術，將她的影像掃描進電腦裡，保存下來；未來他們有權使用她的真人捕捉影像，放進任何一部片裡，不再需要她的真人飾演，而這樣的影像，也永遠保存了她的年歲。
二十年後，在影迷心中青春不朽的羅冰，為了出席電影公司舉辦的「未來主義會議」，一腳踏進了奇幻的虛擬動畫世界，在這個世界，任何想像都可能發生，每個人都可以扮演著別人。意外遭到狙擊的她，碰上了反對未來大會的革命軍，大舉破壞電影公司基地。羅冰即使在動亂中活下來，但因身體對藥劑出現嚴重過敏反應，醫生束手無策，決定冷凍她的身體。多年後，她終於醒過來，決意回現實世界找回她的兒子。可惜她回到現實世界，眼前是一眾已吸入藥劑，沉醉自己構想的世界的人。她找回昔日的家庭醫生，發現兒子在現實世界苦候她十九年，最後他支撐不住，決定吸入藥劑。最後，她同樣選擇返回幻想世界，在幻想中跟兒子重逢。

## 角色
- 羅冰·活麗 飾 羅冰·活麗（Robin Wright）
- 保羅·吉馬蒂 飾 Dr. Barker
- 喬·漢姆 飾 Dylan Truliner（配音）
- 丹尼·休斯頓 飾 Jeff Green
- 夏菲·基圖 飾 Al
- 寇帝·史密-麥菲 飾 Aaron Wright
- 莎曼·蓋兒（英语：Sami Gayle） 飾 Sarah Wright

## 關於史坦尼斯勞·萊姆的《未來學大會》
根據導演阿里·福尔曼所說，電影中有些元素的靈感來自史坦尼斯勞·萊姆的科幻小說《未來學大會》內的角色Ijon Tichy。在早期的訪問中福尔曼說過︰
「電影的第一部分當然沒有甚麼是基於萊姆的小說。第二部分則絕對不同，但我用了很多《未來學大會》的元素作為靈感來源，而不是改編。」
後來，在電影的官方網站上的一個訪問，福尔曼說這個把萊姆的作品放進電影的想法於他在電影學校期間已經開始。他描述了他如何重新討論萊姆的共產主義獨裁寓言放至一個更現實的設定，即是娛樂業中的獨裁，並表示他相信儘管偏離原著，但他也保留了原著的精神。

## 外部連結
- 官方网站
- 互联网电影数据库（IMDb）上《The Congress》的资料（英文）
- Box Office Mojo上《The Congress》的資料（英文）
- 爛番茄上《The Congress》的資料（英文）
- Metacritic上《The Congress》的資料（英文）
- The Congress （页面存档备份，存于）, review on Culture.pl